# Qingshan-Gräber
Die Qingshan-Gräber (chinesisch 青山墓群, Pinyin Qīngshān mùqún) liegen auf dem Gebiet der Stadt Zhijiang (枝江市) in der chinesischen Provinz Hubei. Sie stammen aus der Zeit der Zhou-Dynastie. Die Gräber enthielten wie die Gruben größtenteils Gebrauchskeramik. Die Skelette waren aber schon fast vergangen.
Die Gräber stehen seit 2006 auf der Liste der Denkmäler der Volksrepublik China (6-268). Sie sind Teil einer neolithischen Siedlung zu dieser Siedlung gehören auch 73 Gruben, vier Gräber, ein Haus und die Reste einer Palisade. 
Koordinaten: 30° 33′ 6,5″ N, 111° 53′ 58,9″ O